# Улични пенџераш
Улични пенџераш или улични стаклар је мајстор занатлија који врши поправку пенџера (прозора).

## О занату
Улични пенџераш је занатлија који спада у занатлије који су нестали, тј. више не постоје. Један од разлога јесте тај што су прозори данас много већих димензија него што су то били у прошлости. Ове занатлије носиле су на леђима сандук са плочама прозорског стакла. На нашим просторима то су углавном били Словаци који су дошли из брдовитог и сиромашног дела Словачке.
Пенџераш је на својим леђима осим стакла носио сав свој алат исто као дротар. То је био велики дрвени рам на којем су била заглављена већа и мања парчад стакла. Стакло је било обично, провидно али је било и “мразираног” и ишараног.
Улични пенџераши би ишли улицама и викали: Пенџере поправљам, пенџерееее....
Након Првог светског рата, и пре тога, већина сеоских кућа је имала прозоре са малим окнима. Када би се неко окно разбило, могло се закрпити картоном док не наиђе улични пенџераш не замени са стаклом.